# Davina van Wely Vioolfestival
Het Davina van Wely Vioolfestival, georganiseerd door de Stichting Davina van Wely, is een Nederlands concours voor Nederlandse (of ten minste vijf jaar in Nederland wonende) violisten van 14 tot en met 17 jaar, dat eens per twee jaar wordt gehouden. Het concours werd onder de naam Davina van Wely Vioolconcours opgericht in 1991, om het gat tussen de Iordens Viooldagen (voor kinderen tot en met 14 jaar) en het Nationaal Vioolconcours Oskar Back op te vullen. Het Davina van Wely Vioolfestival heeft als doel het stimuleren van het vioolspel bij jongeren. Het is vernoemd naar vioolpedagoge Davina van Wely.
De jury van het concours bestaat uit viooldocenten uit het gehele land.

## Geschiedenis
Aan het eind van de jaren tachtig voelde men de behoefte om de jaren tussen de Iordens Viooldagen en het Nationaal Vioolconcours Oskar Back op te vullen. De Iordens Viooldagen hadden op dat moment vijf edities achter zich, vanaf de tweede keer met telkens ongeveer vijfenzestig tot zeventig deelnemers. Enkele jaren later werd de stap naar het Oskar Back Concours gezet. Het idee ontstond om een 'Iordens-Concours' te organiseren voor jonge violisten. Besloten werd om dit concours te vernoemen naar de bekende Nederlandse vioolpedagoge Davina van Wely.
Het Davina van Wely Vioolconcours vond voor de eerste keer plaats in januari 1991, met een vijftal deelnemers. De KPN zorgde ervoor dat het financieel haalbaar was. Davina van Wely zelf maakte deel uit van de jury. Daarnaast waren ook Isabelle van Keulen (de winnares van de Iordens Viooldagen van 1980) en Theodora Geraets als jurylid van de partij. In de finale op 2 februari 1991 werd het vioolconcert in D, KV 211 van Wolfgang Amadeus Mozart gespeeld begeleid door het Atheneum Kamerorkest onder leiding van Qui van Woerdekom. 
Prins Claus, destijds eregast, kwam regelmatig op bezoek.
Tijdens alle edities van het Davina van Wely Vioolconcours (dat tegenwoordig  een onderdeel is van het Davina van Wely Vioolfestival) staat een Nederlandse hedendaagse compositie op het programma. Voor de beste uitvoering van dat werk is ook altijd een speciale prijs beschikbaar. Voor de editie 1997 stelde men het werk dat Iannis Kyriakides voor de Iordens Viooldagen had geschreven verplicht. Daarna werd speciaal voor dit concours nieuw werk gecomponeerd, als eerste door Jan van Vlijmen in 1999. Het aantal deelnemers schommelde meestal rond de twaalf violisten, met een uitschieter in 1997 toen dit er achttien waren.
Vanaf 1999 stelde het Rotary Muziek Fonds een drie violen ter beschikking voor een speler van het concours: de jury besliste wie een viool voor zes jaren mocht bespelen. Het ging daar om violen van de vioolbouwers Carlo Sardini, Vincenzo Postiglione en Tomasso Carcassi.

## Opzet
Het openbaar gehouden concours vindt plaats in het Koninklijk Conservatorium in Den Haag. Het bestaat uit een voorronde, een halve finale en een finale. Een vast onderdeel is een verplicht werk van een hedendaagse componist.
Voor de beste uitvoering van dat werk is ook altijd een speciale prijs beschikbaar. Componisten die stukken hebben geschreven voor het concours zijn:
- Iannis Kyriakides (1997)
- Jan van Vlijmen (1999)
- Theo Loevendie (2001)
- Michel van der Aa (2003)
- Louis Andriessen (2007)
- Peter-Jan Wagemans (2009)
- René Samson (2011)
- Joey Roukens (2022)
- Genevieve Murphy (2024)

Bij beide vioolevenementen is er op de finaledag 's morgens een openbare les voor die spelers die net niet het slotconcert (zoals dat bij de Iordens Viooldagen wordt genoemd) of de finale (zo genoemd bij het Davina van Wely Vioolfestival) hebben gehaald. Ook daar wordt een viooldocent van naam voor uitgenodigd.
De prijzen bestaan uit geldbedragen en dienen te worden besteed aan de vioolstudie. Er zijn daarnaast extra prijzen voor de beste vertolking van de enkele verplichte werken dat jaar. Meestal worden extra prijzen, zoals een zomercursus in het buitenland, beschikbaar gesteld door derden. De winnaar doet daarnaast mee aan de Nationale Finale van de overkoepelende Stichting Jong Muziektalent Nederland, waarbij de Stichting Davina van Wely is aangesloten.

## Winnaars
- 1991 - Sonja van Beek, Wouter Vossen
- 1993 - Ingrid van Dingstee
- 1997 - Nadia Wijzenbeek
- 1999 - Birthe Blom
- 2001 - Cecilia Bernardini, Merel Junge
- 2003 - Jeroen van der Wel
- 2005 - Emmy Storms
- 2007 - Amarins Wierdsma
- 2009 - Eva van Haaften
- 2011 - Elise Besemer, Maxime Gulikers
- 2013 - Isobel Warmelink
- 2016 - Pieternel Tils
- 2018 - Luna De Mol
- 2020 - Kaya Gür
- 2022 - Joshua Tavenier